# Bjørn Lyng

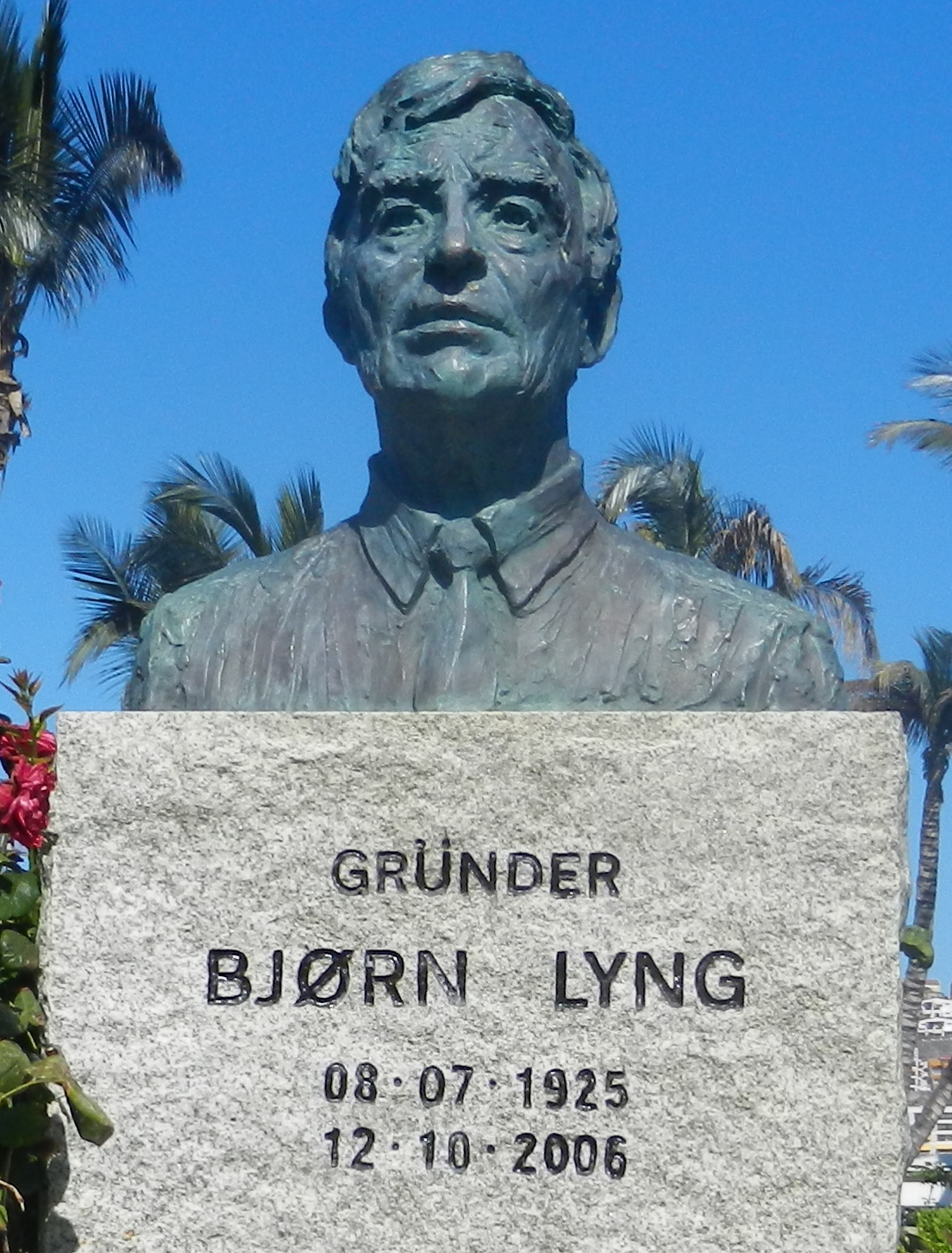
Büste von Bjørn Lyng in Arguineguín.

Bjørn Daniel Lyng (* 8. Juli 1925 in Hurum in der Fylke Buskerud, Norwegen; † 12. Oktober 2006 in Patalavaca, Gran Canaria) war ein norwegischer Erfinder und Großunternehmer.

## Leben
Lyng wuchs in den kleinen Ort Kråkmo in der Kommune Leksvik auf. Er lernte das Schmiedehandwerk und baute in seinem Heimatort ein Kleinkraftwerk. Nach dem Zweiten Weltkrieg übersiedelte er nach Vanvikan, einem Ort in der Gemeinde Leksvik und gründete 1947 seine eigene Eisenwarenfabrik sowie 1959 das Trøndelag Emailverk in Rissa. Der 1958 gegründete Betrieb Leksvik Edelmetall in Leksvik ging bereits 1960 in Konkurs. Das 1961 gegründete Unternehmen Leksvikarmatur produziert Krane und Mischbatterien und existiert bis heute. Im Jahr 1970 gründete Lyng eine Plastikrohrfabrik, im Jahr 1978 Elsafe International. Das Unternehmen Lyng Drilling wurde 1984 gegründet, aber im Jahr 2006 an Schlumberger verkauft. Das Unternehmen erwies sich als Pionier bei der Produktion leistungsfähiger Bohrmeißel für die Ölförderung. Auf dem spanischen Festland betrieb Lyng ein Weingut und mehrere Fabriken.
In seinen späten Jahren verfolgte der Unternehmer ein touristisches Großprojekt in Patalavaca auf Gran Canaria. In der Ferienwohnrechtsanlage Anfi del Mar stehen 869 Apartments zur Verfügung. Der Anfi-Beach-Club erhielt 1997 vom spanischen Tourismusministerium das Zertifikat „Nummer 1 aller Ferienanlagen Spaniens“.
Lyng war fünf Mal verheiratet und hinterlässt sechs Kinder. Anlässlich seines 60. Geburtstags wurde er zum Ritter I. Klasse des Sankt-Olav-Ordens ernannt.